# Pour les Flamands la même chose
« Pour les Flamands la même chose » est une phrase célèbre en Flandre, par laquelle on expose la réticence des Belges francophones à employer la langue néerlandaise.
L’expression remonte à la Première Guerre mondiale, quand les officiers belges auraient donné aux soldats des ordres en français, même lorsque ceux-ci ne comprenaient pas cette langue. D’après la légende, ils ajoutaient cette phrase à leurs ordres en français, au lieu de les répéter en néerlandais. Cependant, les historiens modernes considèrent cette histoire comme un mythe. Si le français était bien la langue dominante dans l’armée belge, rien n’indique cependant que des soldats flamands soient morts parce qu’ils n’auraient pas compris la langue de leurs supérieurs.
En 1994, une exposition a eu lieu à Gand sous le titre Pour les Flamands la même chose. Pour montrer comment la frontière linguistique était aussi une frontière sociale, un livre a paru aussi sous le même titre.